# Meng Qingyun
Meng Qingyun chinois simplifié : 孟庆云 ; chinois traditionnel : 孟慶雲 ; pinyin : mèng qìngyún est un compositeur chinois et officier supérieur de l'armée populaire de libération, né en 1949 et est classé par le gouvernement comme l'un des dix plus grands compositeurs nationaux (中国十大作曲家)[réf. nécessaire].
Il étudie au Conservatoire central de musique de Chine.

## Compositions

### Chants
- « Wèile shéi (zh) » (《为了谁》, wèile shéi), 1998, classé dans le 100 chants patriotiques recommandés par le département central de propagande (zh)[1].
- « Zhùfú zǔguó (zh) » (《祝福祖国》, zhùfú zǔguó), 1999, classé dans le 100 chants patriotiques recommandés par le département central de propagande (zh).

全国青年歌手电视大奖赛
- « biàn liǎn » (变脸, biàn liǎn), paroles de Yán Sù (zh) (阎肃, yán sù), utilisé dans les spectacles de Bian Lian, ou « masque changeant », spécialité de l'opéra du Sichuan.

### Bandes originales
- l'hirondelle s'envole du palais Han (zh) (《汉宫飞燕》, hàngōng fēiyàn, série, 1995 — 1996) ;
- Romance de la chambre Ouest (zh), d'après Xixiang ji (《西厢传奇》 ou 《西厢记》, 2000) ;
- L'histoire de Mulan (zh) (《花木兰传奇》, 2013) ;